# Loro Park
Loro Park, Loro Parque (pol. Park Papug) – prywatny ogród zoologiczno-botaniczny w Puerto de la Cruz na Teneryfie.

## Atrakcje

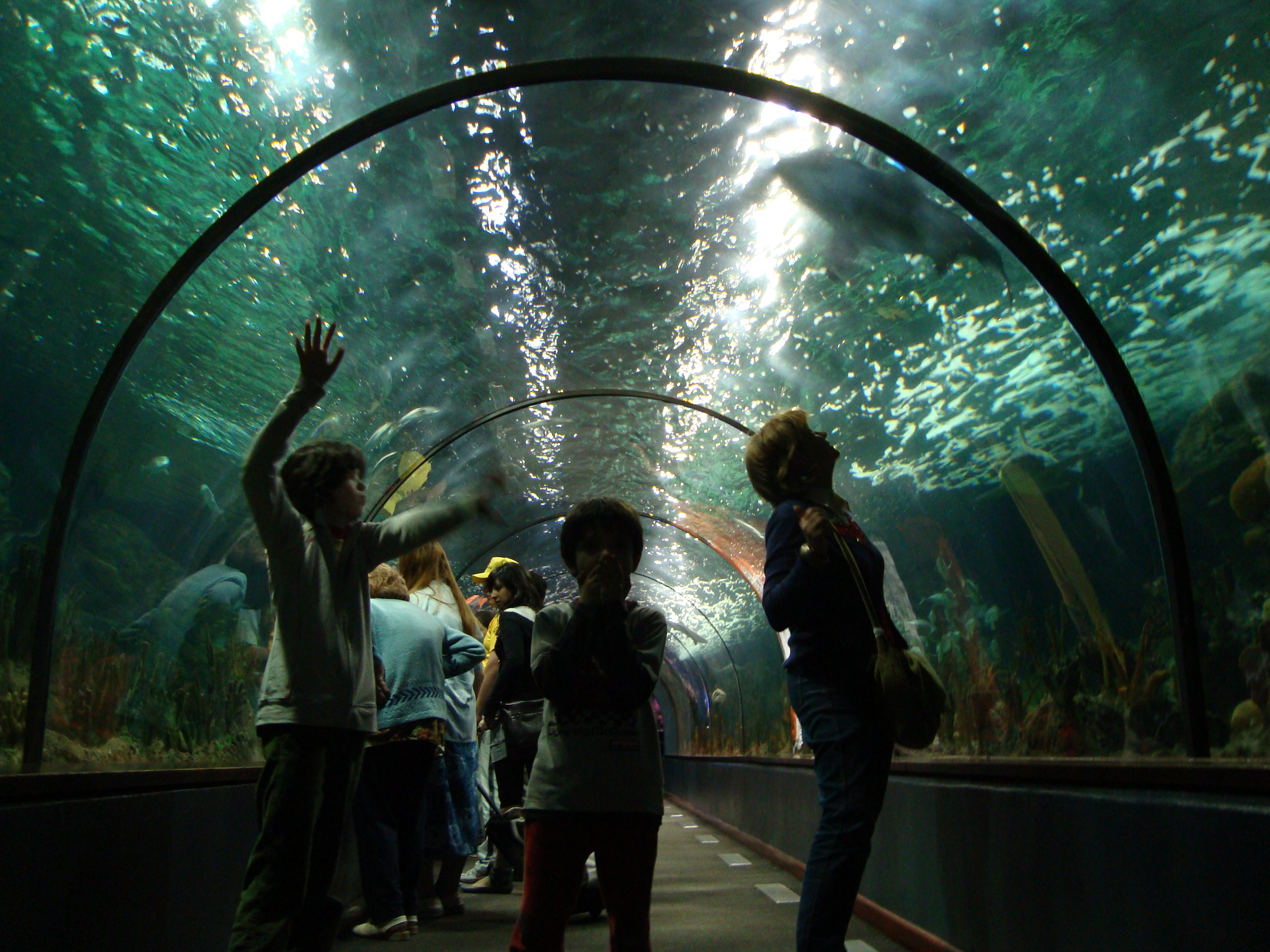
Akwarium-tunel z rekinami

Do największych atrakcji parku należą pokazy delfinów, orek, papug i lwów morskich. Oprócz tego w Loro Parku można zobaczyć akwarium w kształcie tunelu z rybami, rekinami, płaszczkami, wybiegi ze zwierzętami takimi jak: aligatory, flamingi, goryle, iguany, jaguary, leniwce, marmozety, mrówkojady, tygrysy, surykatki, szympansy, wydry, żółwie i żurawie, lwy oraz hodowlę orchidei pokazy filmów przyrodniczych i plac zabaw dla dzieci. Godne uwagi są również akwaria z meduzami. W Loro Park znajduje się hala z pingwinami, w której można zobaczyć pingwiny z ciepłego klimatu oraz pingwiny z koło biegunowego, które w czasie letnim znajdują się w ciemnym pomieszczeniu imitującym noc polarną.

## Historia
Pomysł stworzenia parku narodził się w 1970 r., a jego autorami byli Wolfgang Kiessling i jego ojciec. 17 grudnia 1972 park został otwarty dla publiczności. Jego powierzchnia wynosiła wówczas 13 000 m², a ze swymi tropikalnymi ogrodami była domem dla wielu gatunków papugowatych. W Loro Park odbyły się pierwsze w Europie spektakle, w których uczestniczyły papugi. Od tej pory park dziesięciokrotnie zwiększył swoją powierzchnię.

### Kalendarium

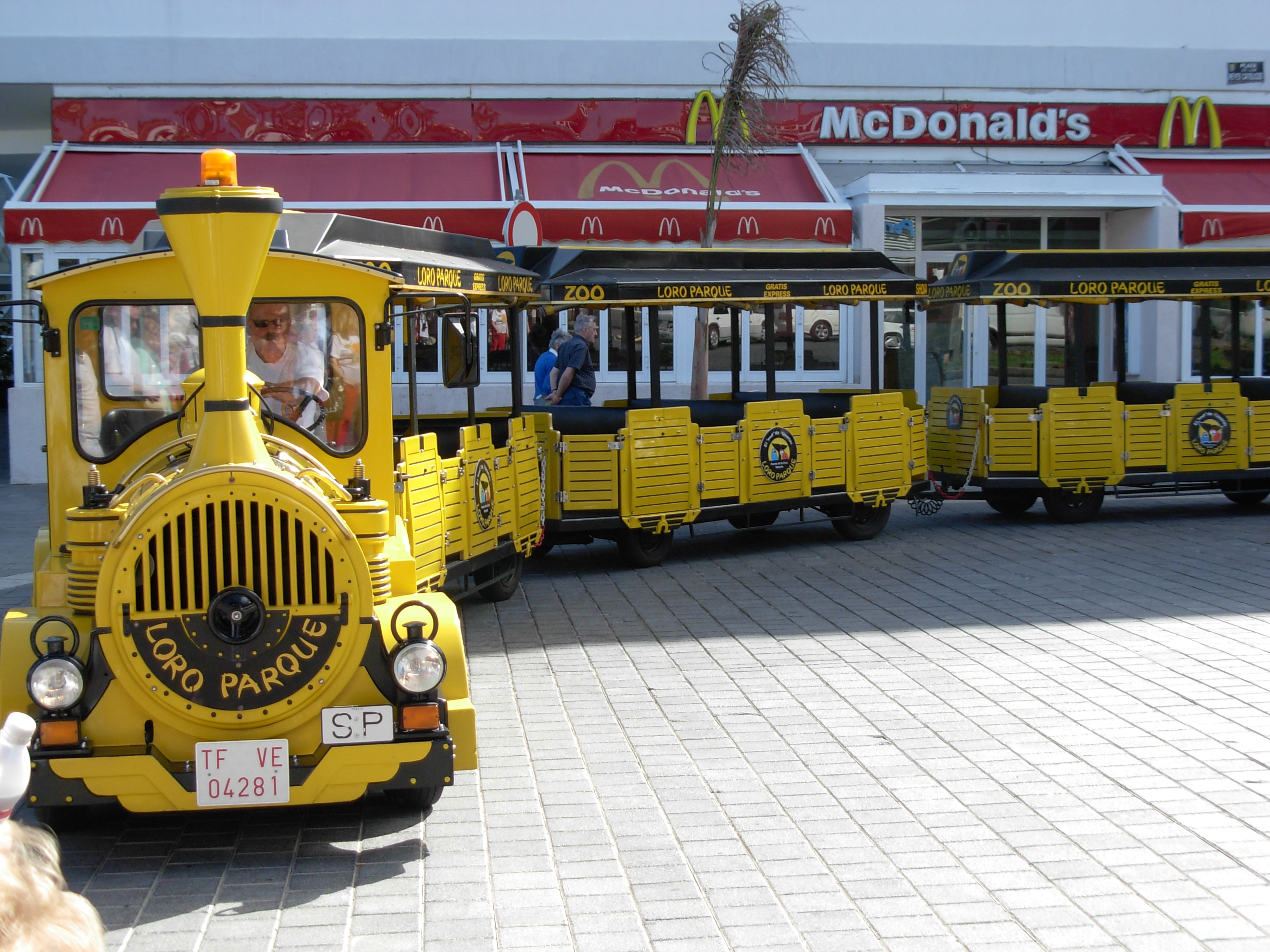
Ciuchcia przewożąca turystów do parku od 1993 r.

- 1972 – otwarcie Loro Parque i pierwszy w Europie spektakl z papugami
- 1978 – park powiększa obszar do 35 000 m² i przybywają pierwsze zwierzęta innych gatunków: aligatory, żółwie i szympansy
- 1982 – budowa centrum hodowlanego (100 nowych miejsc dla ptaków)
- 1987 – otwarcie największego delfinarium w Europie
- 1989 – otwarcie ogrodu orchidei oraz wybiegu dla aligatorów
- 1990 – otwarcie Rynku Gambia
- 1991 – otwarcie atrakcji Wyspa Tygrysa
- 1992 – rozbudowa parku do 135 000 m²
- 1993 – otwarcie wybiegu dla goryli oraz kolejnego akwarium
- 1993 – pierwszy wyjazd darmowego pociągu dla turystów (kursuje po Puerto de la Cruz)
- 1996 – Naturavision zastępuje Vision Parrot
- 1997 – otwarcie Pałacu Arabskiego oraz wybiegu dla małp Titi
- 1998 – otwarcie nowej wystawy Chimpland
- 1999 – oddanie kolejnego pawilonu Planet Penguin oraz otwarcie wielkiego akwarium w kształcie kilkumetrowego cylindra
- 2000 – nowe wybiegi dla aligatorów
- 2001 – rozpoczyna swoją działalność Discovery Tour
- 2004 – powstaje klinika weterynaryjna Villa Colina
- 2006 – otwarcie kompleksu Orca Ocean oraz centrum edukacyjnego Aula del Mar
- 2007 – otwarcie woliery

### Wypadki

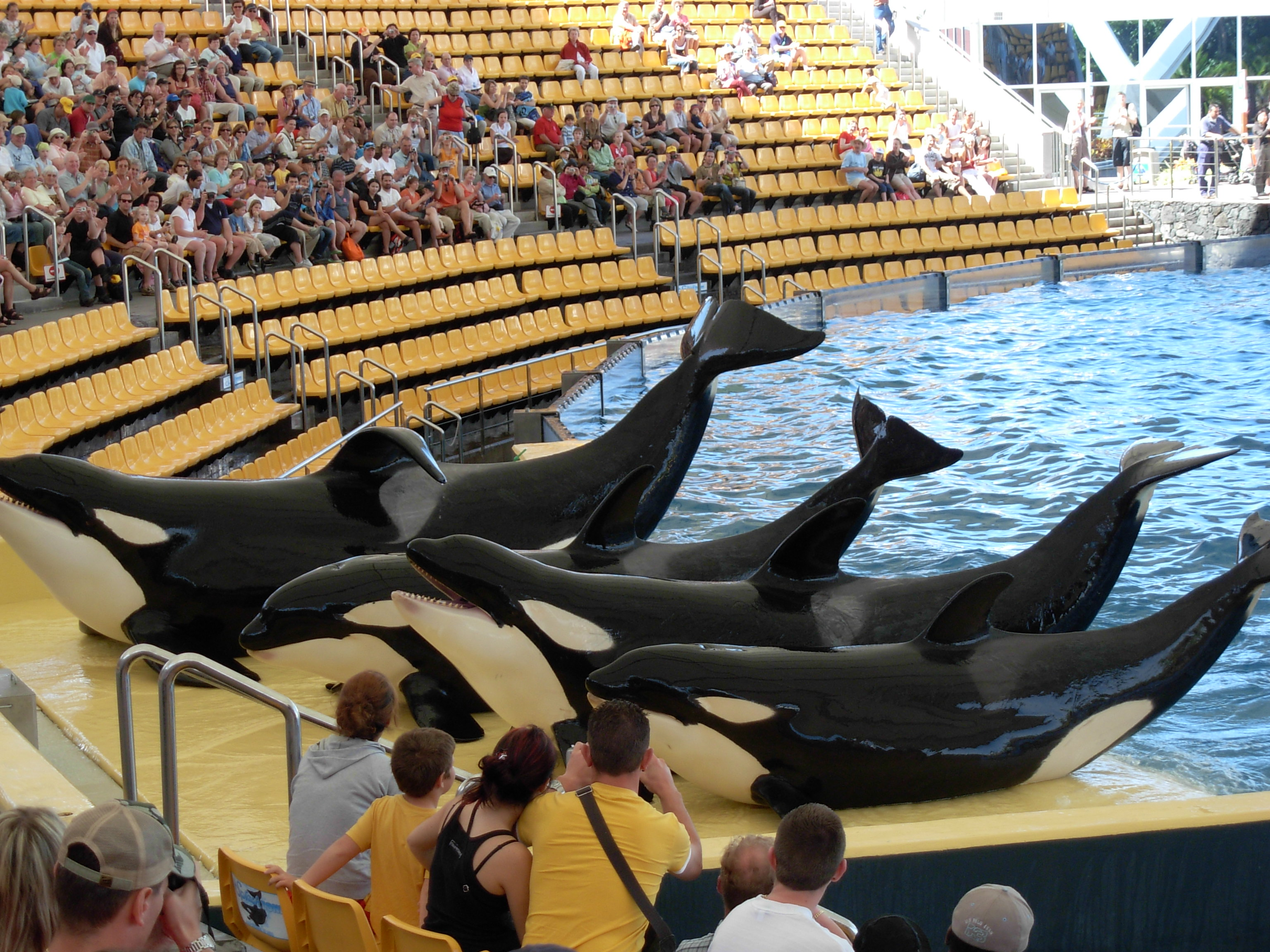
Pokaz orek w parku

W Loro Parku doszło do kilku wypadków podczas pokazów orek. Jeden z nich miał miejsce w 2007 r., kiedy to trenerka Claudia Vollhardt została zaatakowana przez zwierzę. Jednak do najtragiczniejszego wypadku doszło w grudniu 2009 r. 29-letni Alexis Martinez został zabity przez orkę Keto w trakcie pokazu. Od tego czasu trenerzy nie wchodzą już do wody z orkami.  

## Nagrody
Park zdobył wiele nagród i wyróżnień, w tym: nagrodę księcia Filipa za zasługi na rzecz turystyki w 2000 r., certyfikat ISO 14001 w 2005 r. i 3. miejsce w rankingu najlepszych ogrodów zoologicznych świata według użytkowników serwisu TripAdvisor w 2014 r..